# Албанці в Туреччині
Албанці в Туреччині (алб. Shqiptarët në Turqi; тур. Türkiye'deki Arnavutlar) — етнічні албанці, які є громадянами та мешканцями Туреччини. Вони складаються з албанців, які прибули під час османського періоду, косовських / македонських і тоскських албанців, які втікали від сербських і грецьких переслідувань після початку Балканських воєн разом із деякими албанцями з Чорногорії та власне Албанії.
За звітом Ради національної безпеки Туреччини (MGK) за 2008 рік, у Туреччині живуть приблизно 1,3 мільйона людей албанського походження, а понад з них 500 000 визнають своє походження, мову та культуру. Проте є інші оцінки, які свідчать про кількість людей у Туреччині з албанським корінням і походженням до 5 або 6 мільйонів.

## Історія

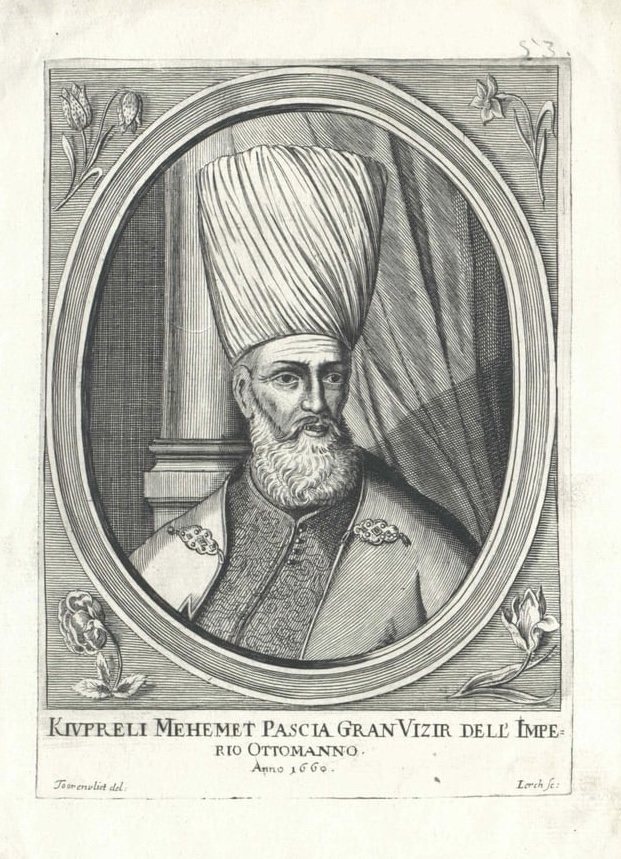
Кепрюлю Мехмед-паша, Великий візир Османської імперії (середина XVII століття) і засновник могутньої політичної сімейної династії Кепрюлю

Османський період, який настав в Албанії після припинення опору Скандербега, характеризувався великими змінами. Багато албанців зайняли видатні посади в османському уряді, такі як: Ільяз Ходжа, Гамза Кастріоті, Коджа Давуд Паша, Заганос Паша, Кепрюлю Мехмед Паша (голова родини Великих візирів Кепрюлю), родина Бушаті, Сулейман Паша, Едхем Паша, Незім Фракулла, Гаджі Шекреті, Гасан Зіко Камбері, Алі-паша Гучський, Мухаммед Алі Єгипетський та Алі-паша Тепелєнський, який став одним із наймогутніших албанських мусульманських правителів у західній Румелії. Таким чином, була значна присутність албанців у частинах колишньої Османської імперії в таких областях, як Анатолія, завдяки османській адміністрації та військовим.

### Міграція та формування албанської діаспори в Туреччині
Албанська діаспора в Туреччині сформувалася під час Османської епохи та перших років існування Турецької республіки через міграцію з економічних причин і пізніші соціально-політичні обставини дискримінації та насильства, яких зазнали албанці в балканських країнах. Одна з найдавніших концентрацій албанців датується 1468 роком, коли султан Мехмед II Фатіх привіз албанців і поселив їх у районах Стамбула, де вони заснували Арнавуткьой, місце, назване на їх честь, що означає албанське село.
Міграція албанців до Туреччини відбувалася протягом трьох різних етапів.

#### Перший етап: трудова та інша міграція (XVI-початок ХХ століття)

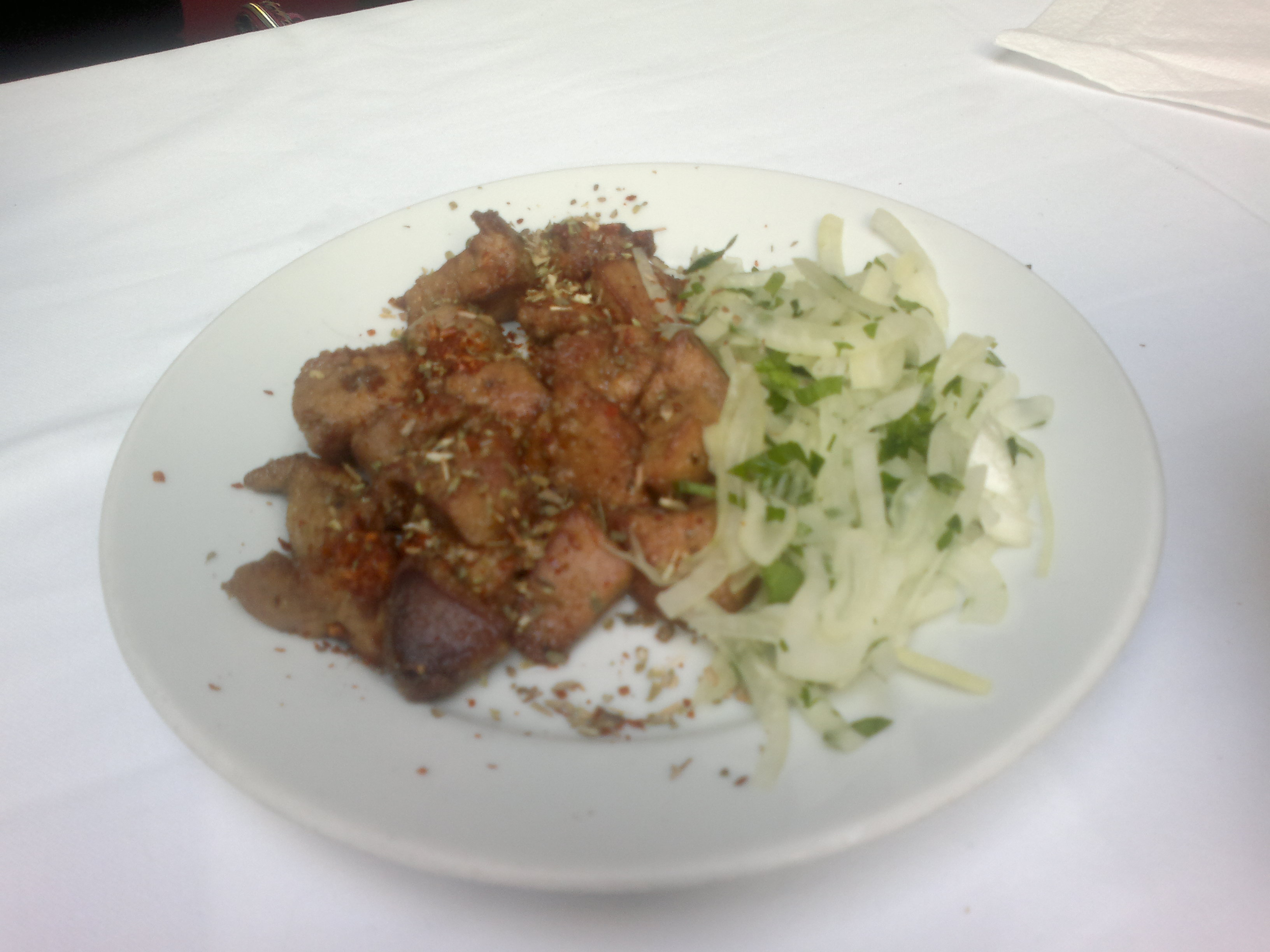
Печінка по-албанському, стамбульська турецька страва з печінки, яку протягом століть створювали албанські м'ясники, які працювали в Анатолії.

Перший етап албанської міграції був за часів Османської імперії, коли албанці служили османськими бюрократами, сезонними працівниками або служили у військовій частині до Стамбула, тодішньої столиці та сусіднього району Мармара. Ці албанські міграції до північно-західної Анатолії почалися в основному з XVI століття. Члени албанської громади з цієї групи здебільшого асимілювалися з турецьким суспільством, причому лише незначна частина вважає себе албанцями.
Албанці також здійснювали трудову міграцію разом з іншими балканськими народами до Анатолії, що призвело до сезонного чи постійного поселення. Часом ці албанці були безробітними в Стамбулі і часто жили поруч один з одним, що викликало занепокоєння османської влади щодо того, що велика група безробітних може спричинити соціальні потрясіння. Через соціально-політичну кризу XVIІІ століття османська еліта виробила погляди на те, що албанці з низьких класів були схильні до бандитизму та злочинності поряд з іншими пороками, і ці погляди знайшли відображення в турецькій популярній культурі в тіньовій маріонетці Карагоза. Кілька османських султанів видали укази, що забороняли албанську міграцію до Стамбула, в результаті чого османська влада часом розбивала скупчення албанців у місті та депортувала інших назад на батьківщину. Пізніше це було вжито в регіоні Мармурового моря. Албанська громада в Стамбулі та меншою мірою в Ізмірі відіграла значну роль через формування албанської інтелігенції кінця ХІХ та початку ХХ століття у формуванні та породженні албанських націоналістичних прагнень. Наприклад, група Bashkimi (Союз) відкрила офіси в Стамбулі та по всій Анатолії та на Балканах у різних міських центрах, сприяючи соціально-політичним правам албанців, розвитку албансько-мовної освіти, видавничої справи та літератури.

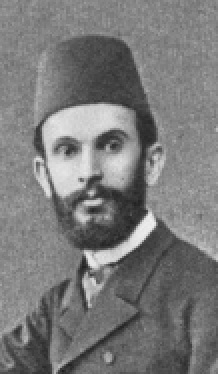
Самі Фрашері, османсько-албанський інтелектуал

Були також люди, які походили з балканського албансько-мовного або культурного простору та часто належали до міської еліти (шехірлі) у Косово та Македонії, які мігрували до Анатолії, не завжди ототожнювали себе з концепцією албанства. Натомість протягом ХІХ та початку ХХ століть вони прийняли османсько-турецький світогляд і почали називати себе турками або турецькомовними громадянами Османської імперії. Через наслідки соціолінгвістичної асиміляції прихильники албанського націоналізму були занепокоєні міграцією до Анатолії та деградацією албанців з нижчих класів, які наважилися на цю мандрівку. Невідомо, чи вільно володіють або знають албанську мову сучасні нащадки цієї групи. Наслідки албанської міграції вплинули на турецьку культуру, наприклад топоніми, названі на честь албанців, у кухні страва Печінка по-албанському та риси характеру Arnavut inadı (албанська впертість).

#### Другий етап: війни та примусове переміщення населення (1878—1944)

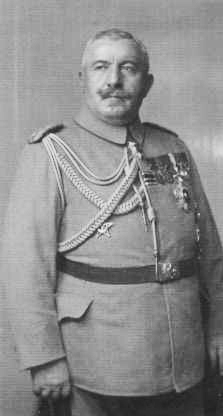
Ахмед Іззет-паша, великий візир Османської імперії, міністр закордонних справ і генерал, учасник війни за незалежність Туреччини

Другий етап припадав на кінець ХІХ та на початок ХХ століть, коли албанці в основному тікали від переслідувань і ставали біженцями, оскільки Османська імперія розпадалася. Албанці були вигнані сербською армією і втекли з санджаку Ніш у 1878 році, осівши в регіоні Самсун. Балканські війни (1912—1913), які проти Османської імперії вели Греція, Сербія, Чорногорія та Болгарія, розширили албанську діаспору. Велика кількість біженців-мусульман прибула до Стамбула та Анатолії, перевищивши можливості та ресурси османської влади щодо забезпечення їжею, притулком, особистої реєстрації та документів. Нащадки цих албанців складають найбільшу частину албанської громади в Туреччині.
Османська влада, знаючи про демографію Косова та Македонії, розуміла, що велика частина незареєстрованих біженців, які мігрували до Східної Фракії та Анатолії, були албанцями, і багато з них зібралися в таких міських центрах, як Караджабей, Едреміт, Дегірмендере, Карамюрсель, Кірмасті та Бурса. Захоплення Дебара Сербією змусило багатьох його албанських жителів втекти до Стамбула. Новий молодотурецький уряд Османської імперії під час Першої світової війни намагався змінити демографічну ситуацію навколо ширшого регіону Мармурового моря.
На початку війни міграція албанців до Анатолії тривала до районів (Стамбул, Едірне, Хюдавендігар) і повітів (Чаталджа, Чанаккале, Ізміт і Геліболу), які влада заборонила албанцям через велику кількість уже присутніх і геостратегічне значення території. Молодотурецький уряд вважав албанців схильними до бандитизму та насильства, коли збиралися, і намагався підірвати загрозу державі шляхом розгону. Молодотурецький уряд також не довіряв албанцям після того, як вони проголосили незалежність від Османської імперії, особливо албанцям-християнам, які були залучені до цього процесу, і їм було заборонено в'їзд до країни. Нові напрямки османського уряду були призначені для албанських мігрантів до Анкари, Коньї з переселенням у Сівас, Діярбакир, Елязиг, Кайсері, Адану та інші місця, тоді як ці заходи також застосовувалися до осілих албанців у регіоні Мармурового моря за кількома винятками.
Албанці були одним із багатьох мусульманських народів в імперії, призначених для переселення по всій Анатолії, щоб створити умови для мовної та культурної асиміляції з метою створення лояльних турецькомовних громадян-мусульман. Османські урядовці застосовували цю політику в деяких регіонах і уникали її в інших місцях, розуміючи соціально-політичну важливість албанців у регіоні, оскільки деякі органи влади, які приймали рішення, походили з балканського албанського мовного чи культурного простору. Деякі албанські мігранти чинили опір цим крокам уряду щодо переселення.

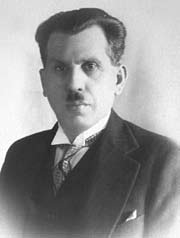
Казим Озалп, військовий офіцер, пізніше генерал; політик і провідний діяч у війні за незалежність Туреччини

Після незалежності Албанії албанська еліта зі Шкодера, Тирани чи Косова мала можливість працювати на Республіку Албанія, тоді як албанська еліта з грецької та сербської Македонії не мала ні дому, ні уряду, який би їм потрібен, або сімейних, ділових чи інших балканських мереж, щоб залучив і переїхав до Анатолії. Албанська громада, що складалася з великої кількості біженців, була географічно роздробленою між 1914—1918 роками і не була значною мірою інтегрована в османські воєнізовані формування на Східному фронті, на відміну від інших більш усталених громад, таких як черкеси. Албанців розглядали як можливих новобранців для цих структур, і деякі албанці з османської еліти, які раніше були приєднані до уряду на Балканах або приєдналися пізніше в Анатолії, працювали над вербуванням албанців.
Наприкінці Першої світової війни албанці регіонів Бурса та Кірмасті у воєнізованих формуваннях перейшли на бік турецьких націоналістів. Албанські збройні групи воювали проти лазівських та грузинських воєнізованих угруповань через місцеві інтереси та сімейне суперництво в регіоні Південного Мармурового моря, тоді як албанські воєнізовані угруповання атакували християнські села, а османські чиновники мали мінімальний або зовсім не контролювали ширшу територію. Бої також відбувалися між албанськими та черкесськими воєнізованими угрупованнями, останні грабували та грабували майно албанців у регіоні Мармурового моря. Деякі черкеські воєнізовані формування, які зосереджувалися на проблемах провінції, в 1920 році під час війни за незалежність Туреччини співпрацювали з прибулими грецькими військовими силами, а албанські воєнізовані формування воювали проти них. Албанські воєнізовані формування також діяли в регіоні Бафра. Старша стамбульська албанська діаспора приділяла мало уваги становищу албанців, які нещодавно прибули до Анатолії. Натомість вони були байдужі до окупації османських анатолійських земель і головним чином цікавилися справами балканських албанців у зв'язку з посяганням Югославії на суверенітет Албанії на початку 1920-х років.
1923 року було створено Турецьку республіку, і албанська імміграція продовжувалася безперервно через Фракію. Туреччині було важко розселити албанських біженців у визначених державою районах або заборонити їм їхати до регіонів, які були класифіковані як заборонені. Натомість при переселенні турецький уряд віддав перевагу туркам та іншим мусульманам з Балкан, а Національна асамблея заборонила албанцям із сербськими та югославськими паспортами в'їзд до Туреччини. Турецька республіка залишила за собою право вивозити, розсіювати та переселяти албанців у ті частини Туреччини, які вона бажає. На відміну від попереднього молодотурецького уряду, нова республіканська влада більше не забороняла албанцям селитися в регіоні Південного Мармурового моря, оскільки столицю Стамбул було передано Анкарі, а регіон втратив своє стратегічне значення. Дозволяючи свободу пересування для албанської громади, Туреччина прагнула інтегрувати тих албанців, які вже присутні в турецькому суспільстві. Місцева турецька адміністрація розійшлася у своїх поглядах на переселення албанців: деякі, як провінції Анталія, Коджаелі та Чаталджа, відмовилися від допомоги, тоді як інші, такі як Ігдир і Адана, висловили готовність прийняти албанських біженців. Албанські громади в багатьох районах були нещодавно створені, наприклад, у Чаталці, Нігде, Кірккілісе, Кастамону та Османіє, які складалися переважно з албанських біженців з Косово та Македонії, деякі з яких працювали торговцями, державними службовцями, а інші займалися бандитизмом.

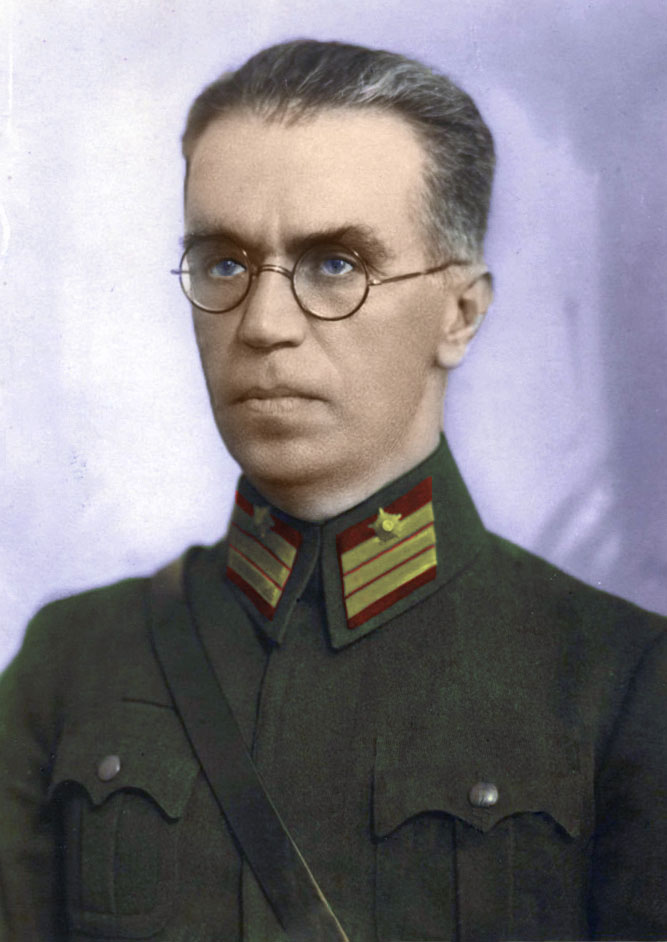
Гайруллаг Фішек, кадровий офіцер турецької армії та заступник міністра національної оборони

Деякі офіційні особи турецької адміністрації в офіційному листуванні повідомляли про кількість албанців як давно створених громад, так і нових прибулих, які проживають у деяких частинах Туреччини. Інші турецькі органи влади відзначили, що албанські громади стали густо проживати в багатьох турецьких селах, містах, околицях і часто складали щонайменше 10 % населення. У регіоні Ізмір було найбільше албанців, які складалися з давнього населення, деякі з яких були переміщені грецькими військовими силами під час війни, а нові прибулі осіли на покинутих грецьких територіях, деякі з яких були переселені до внутрішніх районів Анатолії навколо Іспарти та Нігде і отримали колишня вірменська власність. У Стамбулі турецька влада склала списки імен та інших подробиць родини, з яких албанці, в основному з Косово та Македонії, мали залишитися, а інші мали бути переселені в Анатолію. Албанці з району Стамбула віддали перевагу переселенню в регіон Ізмір.
Турецькі офіційні особи створили великий корпус листування та адміністративних документів, які містили подробиці про албанських біженців та іммігрантів щодо їхнього розташування, чисельності та відсотка населення та місця їхнього переселення. В інших адміністративних документах йдеться про те, що турецькі чиновники втратили слід інших албанців, які були незареєстровані або зникли безвісти під час війни. Інтегровані албанці, які працювали державними службовцями, купцями, землевласниками, торговцями, чиновниками та офіцерами, мало фігурували в турецькій державній документації, і увага приділялася албанським біженцям і бідним, які розглядалися як групи населення, які могли загрожувати державі. Продовження албанської імміграції сприймалося турецьким урядом негативно, оскільки албанці згідно з імміграційним законом (1926 р.) були поміщені в третій ряд поряд з арабами, курдами та ромами, які вважалися підривними та небажаними, яким заборонялося натуралізуватися.

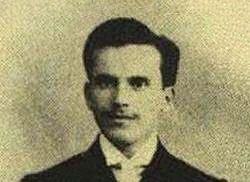
Алі Самі Єн, засновник футбольного клубу «Галатасарай»

Албанія продовжувала розвивати та поглиблювати міждержавні відносини з Туреччиною, серед яких були міркування та турбота щодо захисту інтересів великого албанського населення в Туреччині, яке зазнавало економічних та політичних проблем. У контексті албансько-турецьких двосторонніх відносин обидві країни підписали Угоду про громадянство (1923 р.), яка містила положення щодо захисту прав власності та громадянства турецьких громадян в Албанії та албанських громадян у Туреччині, тоді як через Лозаннський договір Анкара не дотримувалася цих прав. протоколи щодо албанців-християн.
У 1923 році Лозаннський договір формалізував греко-турецький обмін населенням, який здійснювався відповідно до релігійної приналежності, а не на основі мовних чи інших відмінностей. Високопоставлені турецькі чиновники, такі як Різа Нур, близький соратник Мустафи Кемаля Ататюрка, негативно ставилися до албанців і наполягали на їх виключенні з обміну населенням з Туреччиною, з чим погодилася Греція. Грецькі представники зазначили, що албанці обмежені лише Чамерією, і пообіцяли турецьким чиновникам, що будуть направлені лише турецькомовні з Епіру та інших регіонів Греції. Тисячі албанців із Чамерії прибули до Туреччини разом з іншими албанцями з Превези, Яніни та Флоріни, які розселилися навколо Бурси та ширшого регіону Південної Мармари та були частиною турецьких зусиль із відновлення поселень, зруйнованих під час війни. Албанія намагалася та не змогла переконати Анкару виключити православних албанців, які вважалися греками, з обміну населенням з Грецією та зберегти їхнє майно та активи в Туреччині. Туреччина стверджувала, що конвенції в Лозаннському договорі автоматично визначають усіх православних як греків і не можуть бути скасовані для окремих груп чи випадків.
Тирана також була стурбована примусовим видаленням албанців-мусульман під час обміну населенням з Грецією, які прибули до Туреччини та жили у важких економічних умовах, щоб їм дозволили мігрувати до Албанії, якщо вони того бажають. Надавши це право албанцям із Чамерії, угода також охоплювала можливість міграції до Албанії для албанців, які прибувають з Югославії до Туреччини. Наприклад, деякі албанці, які втекли з Дебару до Туреччини, мігрували до Албанії та її столиці Тирани, де протягом 1920-х років вони стали важливою частиною міського населення. Турецькі офіційні особи, такі як Нур, висловили своє невдоволення тим, що албанці прибули як турки, порушуючи угоду про обмін, і що їх переселили в такі райони, як Картал, Пендік і Еренкёй, на захід від Ізміту, які вважаються високоякісними землями, і в Анкарі. Албанці, що походять від людей, які прибули під час обміну населенням, все ще населяють райони Еренкёй і Картал у Стамбулі, а також низку міст у районі Бурси, особливо Муданью. Албанці з сіл на грецькому боці кордону навпроти албанського регіону Девол і сіл з регіону Касторія теж прибули до Туреччини під час обміну населенням.
Різа Нур поклав провину на Абдулхаліка Ренду, албанця, уродженця Яніни та близького соратника Ататюрка, який обіймав посаду губернатора Ізміра в період заохочення албанців до переселення з інших анатолійських регіонів до Ізміра. В офіційних звітах турецького уряду про жандармерію та місцевих чиновників йдеться про велику кількість албанців із внутрішніх районів Анатолії з таких місць, як Бурса, Ескішехір, Конья та інших, які подорожують до турецького узбережжя Егейського моря, зокрема Ізміра. Турецька влада висловила побоювання, що албанці збираються «зробити це місце Албанією». Албанці продовжували прибувати до Туреччини нелегально, і їх основним пунктом призначення був Ізмір. Між 1918 і 1923 роками в результаті югославської державної політики сербізації у Косово 30 000 і 40 000 переважно мусульманських албанців мігрували до регіонів Ізміра та Анатолії.
Починаючи з 1925 року Югославія намагалася укласти угоду з Туреччиною, щоб дозволити міграцію мусульман. Албанія була стурбована тим, що це призведе до виселення албанців з Балкан для передбачуваного переселення в знелюднені частини Туреччини. Туреччина підтвердила Албанії свою незацікавленість у приїзді албанців з Югославії до Анатолії та заявила, що справа стосується головним чином етнічних турків Вардарської Македонії. До середини 1920-х років у Туреччині перебувала велика кількість албанських біженців, і з Албанією було досягнуто домовленості про співпрацю та припинення албанської міграції з Югославії, яка суттєво зменшилася протягом решти десятиліття.
Базуючись в Анкарі, дані, зібрані за 1919—1940 рр. Югославським представництвом, показують, що 215 412 албанців мігрували до Туреччини з Югославії. Між 1923 і 1939 роками приблизно 115 000 громадян Югославії мігрували до Туреччини, і як югославські, так і турецькі джерела стверджують, що більшу частину цієї групи населення становили албанці. Албанські вчені з Албанії та Косова перераховують кількість албанських біженців від 300 тис. до сотень тисяч і стверджують, що вони залишили Югославію через примус. Інші оцінки, надані вченими за межами Балкан щодо косовських албанців, які емігрували протягом 1918—1941 років, становлять від 90 000 до 150 000 або 200 000—300 000. На сьогодні немає доступу до архіву МЗС Туреччини щодо цього питання, тому загальну кількість албанців, які прибули до Туреччини в міжвоєнний період, визначити важко.
Туреччина намагалася переселити цих албанців у східну Анатолію в такі райони, як Йозгат, Елязиг і Діярбакир, тоді як багато албанців зрештою оселилися в Ескішехірі, Коджаелі, Текірдазі, Ізмірі, Бурсі та Стамбулі. Албанці з Югославії мігрували до Туреччини через низку причин, які включали конфіскацію землі та перерозподіл серед сербських колоністів у Косово разом із війною між збройним албанським рухом опору Качак, який діяв у Косово та північно-західній Македонії з югославською владою. Югославська влада вважала албанців ворожим населенням і воліла скоротити свою присутність у Югославії, тоді як Туреччина хотіла повторно заселити райони Анатолії, які були звільнені від її колишніх православних грекомовних і турецькомовних християн під час обміну населенням.
У 1933 році міністр закордонних справ Туреччини Тевфік Рюштю Арас кілька разів відвідував Міністерство закордонних справ Югославії в Белграді й обговорював депортацію мусульман із території Югославії, яка була визначена як Південна Сербія, до Анатолії. Міністр закордонних справ Арас і югослав Мілан Стоядинович після п'яти років переговорів підписали конвенцію про міграцію турків-мусульман до Туреччини. В угоді йшлося про запропоноване переселення протягом 1939—1944 років 40 000 сімей згідно з правилами та вимогами, такими як вільне володіння турецькою мовою, виключення ромів та орієнтування на муніципалітети в Косово та Західній Македонії для процесу міграції. Сільські громади були головною ціллю заходів, а власність депортованих людей в Югославії мала бути конфісковуватися. Подорож до Анатолії з порту Салоніки фінансуватиметься в основному Туреччиною, а спільна турецько-югославська комісія спостерігатиме за ситуацією.
Архівні та друковані документи тієї епохи показують, що угода була оманливим текстом за своїм письмовим складом і наміром, оскільки результатом було вивезення албанського населення до Туреччини. Під час переговорів щодо двосторонньої конвенції Ататюрк зустрівся з югославською владою та пізніше представив угоду турецькій асамблеї для ратифікації. За п'ять місяців до смерті Ататюрка турецька асамблея в липні 1938 року відмовилася ратифікувати угоду, і з початком Другої світової війни питання не було вирішено. З усіх тих, хто оселився в селах, де албанці стали або є єдиним населенням, мова була збережена певною мірою, тоді як у етнічно змішаних районах збереження мови було застарілим.

#### Третій етап: 1945-2000-ті роки

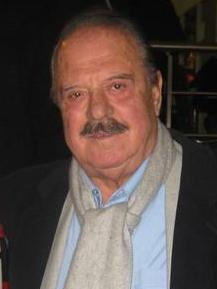
Ільхан Чавкав, бізнесмен і голова футбольного клубу Генчлербірлігі

Третій етап албанської міграції до Туреччини включає період після другої світової війни до 1999 року. Албанські мігранти в цю епоху походили з Югославії, зокрема з Косово в 1950-1970-х роках, часто через дискримінацію та/або тиск з боку держави на албанців, щоб вони оголосили себе турками та мігрували до Туреччини. Після Другої світової війни та розколу Югославії та Албанії югославська влада намагалася применшити зв'язки між албанцями Албанії та Косово та здійснювати політику «туркифікації», яка заохочувала серед албанців турецьку мову та еміграцію до Туреччини. У 1953 році між президентом Югославії Йосипом Броз Тіто та Мехметом Фуатом Кепрюлю, міністром закордонних справ Туреччини, який сприяв еміграції албанців до Анатолії, було досягнуто угоди, яка відродила конвенцію 1938 року.
Вимушена міграція до Туреччини зросла, і за даними Клейди Мулай за 1953—1957 роки з Югославії виїхало 195 000 албанців, а за 1966 рік — приблизно 230 000 осіб. Цифри, наведені Тімом Джудою, свідчать про те, що між 1952 і 1967 роками близько 175 000 мусульман емігрували з Югославії, і хоча багато з них були македономовними мусульманами (Торбеші), боснійцями та етнічними турками, більшість мігрантів були албанцями. Історик Ноель Малькольм оцінив кількість албанців, які виїхали до Туреччини між 1953 і 1966 роками, у 100 000 осіб. Факторами, залученими до сплеску міграції, були залякування та тиск на албанське населення, щоб виїхати через кампанію, очолювану начальником югославської поліції Олександаром Ранковичем, яка офіційно була спрямована на приборкання албанського націоналізму. Косово під контролем Ранковича розглядалося Туреччиною як особа, яка втілюватиме «джентльменську угоду». Ситуація закінчилася в 1966 році усуненням Ранковича з посади. Багато з цих албанців з Югославії оселилися в таких міських центрах, як Ізмір, Гемлік і Айдин. Після падіння комунізму деякі албанці прибули з Албанії до Туреччини після 1992 року. У 1999 році деякі албанці прибули до Туреччини, тікаючи від конфлікту в Косово. Албанці з цієї третьої групи в основному оселилися у великих міських центрах, розташованих у західних районах Туреччини.

### Албанці в Туреччині сьогодні та транснаціональні зв'язки з балканськими албанцями

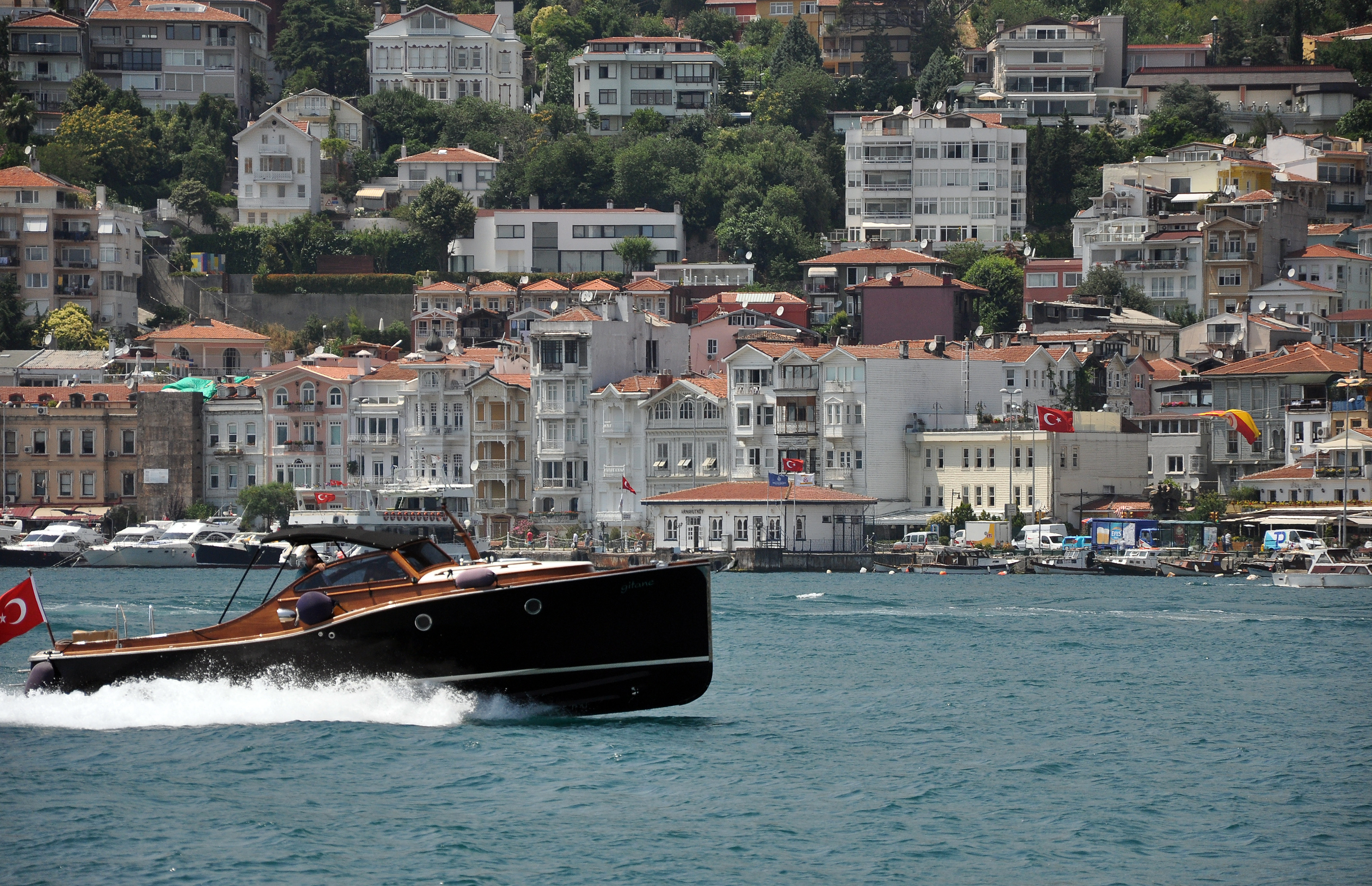
Історичний район Арнавуткьой (албанське село) у Стамбулі був заснований у XV столітті, коли султан Мехмед II Фатіх привіз албанців до міста. Сьогодні албанський народ Стамбула зберігає особливу албанську ідентичність і культуру.

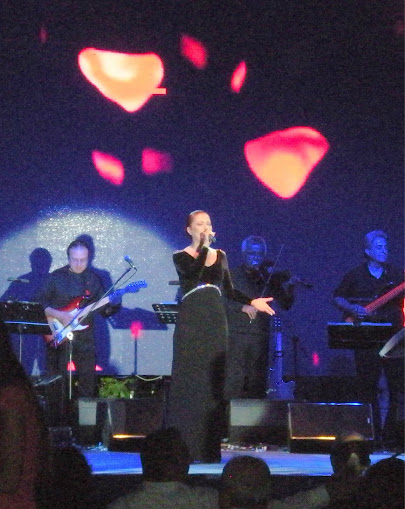
Ерчетін Джандан, співачка, авторка пісень і віце-президентка футбольного клубу «Галатасарай» частково албанського походження

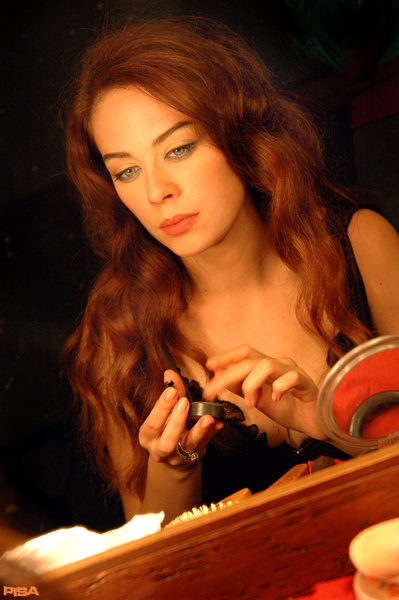
Демет Евгар, турецька акторка часткового албанського походження.

У Туреччині є школи албанської мови. Асоціація культури та солідарності турецько-албанського братства прагне зберегти албанську культуру та традиції, влаштовуючи культурні вечори та фольклорні фестивалі. Ця організація, розташована в Байрампаша (Стамбул), має три філії, розташовані в Кючукчекмедже та в провінціях Анкара та Бурса. Він також забезпечує уроки албанської мови протягом року та організовує святкування на честь незалежності Албанії.
Албанці беруть активну участь у громадському житті Туреччини. У Туреччині албанці беруть участь у турецькій політиці через членство в місцевих і національних культурних асоціаціях (dernek). Ці організації варіюються від більш релігійно консервативної Rumeli Türk Derniği, етнонаціоналістичної Türk-Arnavut Kardeșliği та більш орієнтованої на громаду Sakarya Arnavutları Kültür ve Dayanışma Derniği. Після турків і курдів албанці є третьою найбільш представленою етнічною групою парламентаріїв у турецькому парламенті, хоча й належать до різних політичних партій. Албанська діаспора в країні лобіювала в уряді Туреччини визнання Туреччиною незалежності Косова.
Державні відносини Албанії та Косова з Туреччиною є дружніми та тісними, завдяки тому, що албанське населення Туреччини підтримує тісні зв'язки з албанцями Балкан і навпаки, а також Туреччина підтримує тісні соціально-політичні, культурні, економічні та військові зв'язки з Албанією та Косово. Албанці, які мігрували після Другої світової війни, зокрема з Косово та Македонії, мають більш тісний сімейний контакт із родичами в Туреччині та навпаки, ніж ті з Албанії, чиї міграції до Анатолії відбулися набагато раніше. Туреччина підтримує геополітичні інтереси Албанії на Балканах. В опитуваннях Інституту Ґеллапа, проведених у 2010-х роках, Туреччина розглядається як дружня країна з позитивним іміджем серед переважної більшості людей в Албанії, Косово та Республіці Македонія, яка містить значну албанську меншину.
Албанці складають значну групу населення в Туреччині та зробили внесок у турецьке суспільство та державу багатьма торговцями, армійськими офіцерами, робітниками, чиновниками, освітянами та інтелектуалами. Турецька армія традиційно розглядає албанську ідентичність у Туреччині як субетнічну ідентичність поряд з іншими, що утворюють частину більшої державоцентричної турецької ідентичності, і що дебати щодо первинної проти субідентичності підірвуть (турецьку) національну ідентичність.
Нинішнє турецьке політичне керівництво ПСР визнало, що в Туреччині є велика кількість людей албанського походження, більше, ніж в Албанії та Косово разом узятих, і усвідомлює їхній вплив і вплив на внутрішню турецьку політику. Албанській ідентичності в Туреччині було приділено особливу увагу в 2013 році, коли Хакан Шюкюр, колишній футболіст, який став політиком, заявив: «Я албанець, тому я не турок», виступаючи в університеті, що викликало полеміку в медіа та гарячі публічні дискусії щодо турецької ідентичності.
У 2016 році в рамках державного проєкту під назвою «Живі мови та акценти в Туреччині» турецький уряд прийняв албанську мову як вибірковий курс для своїх шкіл і оголосив, що заняття розпочнуться у 2018 році, спочатку в пілотному режимі в районах, де проживають люди балканського походження. Перший перший клас албанської мови відкрився (2018) у школі в районі Ізміра, його відвідали міністри освіти Туреччини та Албанії Ісмет Їлмаз і Ліндіта Ніколла.

### Албанці чами в Туреччині
Мусульманські чами в Туреччині утворюють другу за чисельністю громаду чамів після Албанії. Ця громада була створена після двох світових воєн. Після Першої світової війни чами були змушені виїхати до Туреччини під час обміну населенням, і ще одна міграційна хвиля послідувала після Другої світової війни, коли меншість чамів, вигнаних з Греції, обрали Туреччину, а не Албанію через свої антикомуністичні настрої.
Точна кількість мусульманів-чамів у Туреччині невідома, але за різними оцінками вони нараховують від 80 000 до 100 000 із загального населення від 1,3 до 6 мільйонів албанців, які проживають у Туреччині. Правозахисна асоціація Chameria заявляє, що більшість із них були мовно асимільовані, хоча вони зберігають албанську свідомість і регіональні традиції чамів. Значна кількість чамів у Туреччині змінили свої прізвища на Кам чи Камі, що турецькою означає сосна, щоб зберегти своє походження. Вони організовані в рамках «Албансько-турецької асоціації братства» (алб. Shoqëria e Vllazërisë Shqiptaro-Turke, тур. Türk-Arnavut Kardeşliği Derneği), яке бореться за права албанців.

### Албаномовні роми
У Туреччині в Адані та Газіантепі існують невеликі громади албаномовних ромів, які вважають себе албанцями та займаються такими професіями, як ковальство, слюсарна справа та металургія. Крах османського панування в Південній Європі через Балканські війни (1912—1913) змусив їхніх предків мігрувати та оселитися в Туреччині.

## Демографія
| рік      | Як перша мова | Як друга мова | Всього | Населення Туреччини | % від загальної кількості мовників |
| -------- | ------------- | ------------- | ------ | ------------------- | ---------------------------------- |
| 1927 рік | 21 774        | -             | 21 774 | 13 629 488          | 0,16                               |
| 1935 рік | 14 496        | 26 161        | 40 657 | 16 157 450          | 0,25                               |
| 1945 рік | 14 165        | 17 701        | 31 866 | 18 790 174          | 0,17                               |
| 1950 рік | 16 079        | -             | 16 079 | 20 947 188          | 0,08                               |
| 1955 рік | 10 893        | 25 898        | 36 791 | 24 064 763          | 0,15                               |
| 1960 рік | 12 000        | 37 144        | 49 144 | 27 754 820          | 0,18                               |
| 1965 рік | 12 832        | 40 688        | 53 520 | 31 391 421          | 0,17                               |

За переписом 1965 року, тих, для кого албанська мова була рідною, було пропорційно найбільше в Бурсі (0,3 %), Сакар'ї (0,2 %), Токаті (0,2 %) і Стамбулі (0,2 %).
За звітом 2008 року, підготовленим для Ради національної безпеки Туреччини вченими трьох турецьких університетів у східній Анатолії, у Туреччині проживало приблизно 1 300 000 людей албанського походження. Згідно з цим дослідженням, понад 500 000 албанських нащадків все ще визнають своє походження та/або свою мову, культуру та традиції. За опитуванням 2011 року, 0,2 % жителів Туреччини, або приблизно 150 000 людей, вважають себе албанцями.
Існують також інші оцінки щодо албанського населення в Туреччині, яке варіюється від 3-4 мільйонів людей до загальної кількості 5 мільйонів, хоча більшість із них є громадянами Туреччини або повного, або часткового албанського походження, яких більше немає. вільно володіє албанською (пор. Німецькі американці). Це було пов'язано з різним ступенем мовної та культурної асиміляції, що відбувалася серед албанської діаспори в Туреччині. Проте, значна частка албанської громади в Туреччині, наприклад у Стамбулі, зберегла свою виразну албанську ідентичність.